# Рогозянка (село)
Рогозянка (укр. Рогозянка), село, 
Андреевский сельский совет,
Великобурлукский район,
Харьковская область.
Код КОАТУУ — 6321480503. Население по переписи 2001 г. составляет 311 (145/166 м/ж) человек.

## Географическое положение
Село Рогозянка находится на левом берегу реки Нижняя Двуречная возле балки Водная.
Река в районе села сильно заболочена, выше по течению примыкает село Веселое(село-призрак), ниже – село Андреевка.

## История
- 1747 - дата первого упоминания. Изнкчальное название - хутор Двуречанский[1].

## Экономика
- В селе есть молочно-товарная ферма.

## Достопримечательности
- «Катериновский заказник» - заказник общегосударственного значения. Расположенный в урочище Мизерное от сёл Катериновка до Рогозянка. Площадь 527 га. Здесь есть степные, луговые и водно-болотные фаунистические комплексы со значительным количеством редких видов животных. Наибольшую ценность представляют участки с остатками целинной степной растительности. Здесь сохранился реликтовый зверь – байбак, который охраняется в Харьковской области. На территории заказника проживают и редкие виды, занесенные в Европейский Красный список, - это крот обычный, перевязка обычная. Красной книгой Украины охраняются тушканчик большой, хорь степной, лунь полевой.